# SQL injection
SQL injection là một kỹ thuật cho phép những kẻ tấn công lợi dụng lỗ hổng của việc kiểm tra dữ liệu đầu vào trong các ứng dụng web và các thông báo lỗi của hệ quản trị cơ sở dữ liệu trả về để inject (tiêm vào) và thi hành các câu lệnh SQL bất hợp pháp. SQL injection có thể cho phép những kẻ tấn công thực hiện các thao tác delete, insert, update,... trên cơ sở dữ liệu của ứng dụng, thậm chí là server mà ứng dụng đó đang chạy. SQL injection thường được biết đến như là một vật trung gian tấn công trên các ứng dụng web có dữ liệu được quản lý bằng các hệ quản trị cơ sở dữ liệu như SQL Server, MySQL, Oracle, DB2, Sysbase,...

## Các dạng lỗi thường gặp

### Không kiểm tra ký tự thoát truy vấn
Đây là dạng lỗi SQL injection xảy ra khi thiếu đoạn mã kiểm tra dữ liệu đầu vào trong câu truy vấn SQL. Kết quả là người dùng cuối có thể thực hiện một số truy vấn không mong muốn đối với cơ sở dữ liệu của ứng dụng. Dòng mã sau sẽ minh họa lỗi này:
```
statement
 
=
 
"SELECT * FROM users WHERE name = '"
 
+
 
userName
 
+
 
"';"

```

Câu lệnh này được thiết kế để trả về các bản ghi tên người dùng cụ thể từ bảng những người dùng. Tuy nhiên, nếu biến userName được nhập chính xác theo một cách nào đó bởi người dùng ác ý, nó có thể trở thành một câu truy vấn SQL với mục đích khác hẳn so với mong muốn của tác giả đoạn mã trên. Ví dụ, ta nhập vào giá trị của biến userName như sau:
```
a' or 't'='t
```

Khiến câu truy vấn có thể được hiểu như sau:
```
SELECT
 
*
 
FROM
 
users
 
WHERE
 
name
 
=
 
'a'
 
or
 
't'
=
't'
;

```

Nếu đoạn mã trên được sử dụng trong một thủ tục xác thực thì ví dụ trên có thể được sử dụng để bắt buộc lựa chọn một tên người dùng hợp lệ bởi 't'='t' luôn đúng. Trong khi hầu hết các SQL server cho phép thực hiện nhiều truy vấn cùng lúc chỉ với một lần gọi, tuy nhiên một số SQL API như mysql_query của php lại không cho phép điều đó vì lý do bảo mật. Điều này chỉ ngăn cản tin tặc tấn công bằng cách sử dụng các câu lệnh riêng rẽ mà không ngăn cản tin tặc thay đổi các từ trong cú pháp truy vấn. Các giá trị của biến userName trong câu truy vấn dưới đây sẽ gây ra việc xoá những người dùng từ bảng người dùng cũng tương tự như việc lựa chọn tất cả các dữ liệu từ bảng dữ liệu (về bản chất là tiết lộ các thông tin của mọi người dùng), ví dụ này minh họa bằng một API cho phép thực hiện nhiều truy vấn cùng lúc:
```
a';DROP TABLE users; SELECT * FROM data WHERE 't' = 't
```

Điều này đưa tới cú pháp cuối cùng của câu truy vấn trên như sau:
```
SELECT
 
*
 
FROM
 
users
 
WHERE
 
name
 
=
 
'a'
;
DROP
 
TABLE
 
users
;
 
SELECT
 
*
 
FROM
 
data
 
WHERE
 
't'
 
=
 
't'
;

```

### Xử lý không đúng kiểu
Lỗi SQL injection dạng này thường xảy ra do lập trình viên hay người dùng định nghĩa đầu vào dữ liệu không rõ ràng hoặc thiếu bước kiểm tra và lọc kiểu dữ liệu đầu vào. Điều này có thể xảy ra khi một trường số được sử dụng trong truy vấn SQL nhưng lập trình viên lại thiếu bước kiểm tra dữ liệu đầu vào để xác minh kiểu của dữ liệu mà người dùng nhập vào có phải là số hay không. Ví dụ như sau:
```
statement
:=
 
"
SELECT
 
*
 
FROM
 
data
 
WHERE
 
id
 
=
 
"
 
+
 
a_variable
 
+
 
"
;
"

```

Ta có thể nhận thấy một cách rõ ràng ý định của tác giả đoạn mã trên là nhập vào một số tương ứng với trường id - trường số. Tuy nhiên, người dùng cuối, thay vì nhập vào một số, họ có thể nhập vào một chuỗi ký tự, và do vậy có thể trở thành một câu truy vấn SQL hoàn chỉnh mới mà bỏ qua ký tự thoát. Ví dụ, ta thiết lập giá trị của biến a_variable là:
```
1;DROP TABLE users
```

khi đó, nó sẽ thực hiện thao tác xóa người dùng có id tương ứng khỏi cơ sở dữ liệu, vì câu truy vấn hoàn chỉnh đã được hiểu là:
```
SELECT
 
*
 
FROM
 
data
 
WHERE
 
id
=
1
;
DROP
 
TABLE
 
users
;

```

### Lỗi bảo mật bên trong máy chủ cơ sở dữ liệu
Đôi khi lỗ hổng có thể tồn tại chính trong phần mềm máy chủ cơ sở dữ liệu, như là trường hợp hàm mysql_real_escape_string() của các máy chủ MySQL. Điều này sẽ cho phép kẻ tấn công có thể thực hiện một cuộc tấn công SQL injection thành công dựa trên những ký tự Unicode không thông thường ngay cả khi đầu nhập vào đang được thoát.

#### Blind SQL injection
Lỗi SQL injection dạng này là dạng lỗi tồn tại ngay trong ứng dụng web nhưng hậu quả của chúng lại không hiển thị trực quan cho những kẻ tấn công. Nó có thể gây ra sự sai khác khi hiển thị nội dung của một trang chứa lỗi bảo mật này, hậu quả của sự tấn công SQL injection dạng này khiến cho lập trình viên hay người dùng phải mất rất nhiều thời gian để phục hồi chính xác từng bit dữ liệu. Những kẻ tấn công còn có thể sử dụng một số công cụ để dò tìm lỗi dạng này và tấn công với những thông tin đã được thiết lập sẵn.

#### Thay đổi giá trị điều kiện truy vấn
Dạng lỗi này khiến cho kẻ tấn công có thể thay đổi giá trị điều kiện trong câu truy vấn, làm sai lệch sự hiển thị của một ứng dụng chứa lỗi này.
```
SELECT
 
book
-
title
 
from
 
booklist
 
where
 
bookId
 
=
 
'OOk14cd'
 
AND
 
1
=
1
;

```

Sẽ hiển thị một trang một cách bình thường, trong khi:
```
SELECT
 
book
-
title
 
from
 
booklist
 
where
 
bookId
 
=
 
'OOk14cd'
 
AND
 
1
=
2
;

```

sẽ hiển thị một nội dung khác, hoặc không hiển thị gì nếu ứng dụng web có chứa lỗi SQL injection dạng này. Lỗ hổng dạng này còn cho phép tin tặc không chỉ gây ảnh hưởng tới bảng hay dữ liệu hiện tại mà còn ảnh hưởng tới những dữ liệu hay bảng khác phụ thuộc vào nội dung của dữ liệu hay bảng hiện tại.

#### Điều kiện lỗi
Lỗi SQL injection dạng này dẫn tới việc buộc cơ sở dữ liệu chỉ được phép đánh giá khi mà giá trị của câu lệnh WHERE là đúng. Ví dụ:
```
SELECT
 
1
/
0
 
from
 
users
 
where
 
username
=
'Ralph'
;

```

Phép chia cho 0 chỉ được đánh giá là lỗi khi mà người dùng có tên "Ralph" tồn tại trong cơ sở dữ liệu.

#### Thời gian trễ
Lỗi SQL injection dạng này tồn tại khi thời gian xử lý của một hay nhiều truy vấn SQL phụ thuộc vào dữ liệu logic được nhập vào hoặc quá trình xử lý truy vấn của SQL engine cần nhiều thời gian. Tin tặc có thể sử dụng lỗi SQL injection dạng này để xác định thời gian chính xác mà trang cần tải khi giá trị nhập vào là đúng.

## Một số dạng tấn công thường gặp với các ứng dụng web
Có bốn dạng tấn công thường gặp bao gồm: vượt qua kiểm tra lúc đăng nhập, sử dụng câu lệnh SELECT, sử dụng câu lệnh INSERT, sử dụng các stored-procedures.

### Dạng tấn công vượt qua kiểm tra lúc đăng nhập
Với dạng tấn công này, tin tặc có thể dễ dàng vượt qua các trang đăng nhập nhờ vào lỗi khi dùng các câu lệnh SQL thao tác trên cơ sở dữ liệu của ứng dụng web. Thông thường để cho phép người dùng truy cập vào các trang web được bảo mật, hệ thống thường xây dựng trang đăng nhập để yêu cầu người dùng nhập thông tin về tên đăng nhập và mật khẩu. Sau khi người dùng nhập thông tin vào, hệ thống sẽ kiểm tra tên đăng nhập và mật khẩu có hợp lệ hay không để quyết định cho phép hay từ chối thực hiện tiếp.
Ví dụ, trong trường hợp sử dụng ASP, người ta có thể dùng 2 trang: 1 trang HTML để hiển thị Form nhập liệu và 1 trang ASP để xử lý thông tin nhập vào từ phía người dùng như sau:
```
- Trang nhập liệu: login.html
```

```
<
form
 
action
=
"ExecLogin.asp"
 
method
=
"post"
>
 

  
Username
:
  
<
input
 
type
=
"text"
 
name
=
"fUSRNAME"
><
br
 
/>
 

  
Password
:
  
<
input
 
type
=
"password"
 
name
=
"fPASSWORD"
><
br
 
/>
 

  
<
input
 
type
=
"submit"
>
 

</
form
>

```

```
- Trang xử lý nhập liệu: execlogin.asp
```

```
<%

Dim
 
vUsrName
,
 
vPassword
,
 
objRS
,
 
strSQL

vUsrName
 
=
 
Request
.
Form
(
"fUSRNAME"
)

vPassword
 
=
 
Request
.
Form
(
"fPASSWORD"
)

strSQL
 
=
 
"SELECT * FROM T_USERS "
 
&
 
_

"WHERE USR_NAME=' "
 
&
 
vUsrName
 
&
 
_

" ' and USR_PASSWORD=' "
 
&
 
vPassword
 
&
 
" ' "

Set
 
objRS
 
=
 
Server
.
CreateObject
(
"ADODB.Recordset"
)

objRS
.
Open
 
strSQL
,
 
"DSN=..."

If
 
(
objRS
.
EOF
)
 
Then

Response
.
Write
 
"Invalid login."

Else

Response
.
Write
 
"You are logged in as "
 
&
 
objRS
(
"USR_NAME"
)

End
 
If

Set
 
objRS
 
=
 
Nothing
 
%>

```

Chỗ sơ hở trong đoạn mã xử lý nhập liệu trên nằm ở chỗ dữ liệu nhập vào từ người dùng được dùng để xây dựng trực tiếp câu lệnh SQL. Chính điều này cho phép tin tặc có thể điều khiển câu truy vấn sẽ được thực hiện. Ví dụ, nếu người dùng nhập chuỗi trong ngoặc sau vào trong cả hai ô nhập liệu username/password của trang login.htm là:('OR='). Lúc này, câu truy vấn sẽ được gọi thực hiện là:
```
SELECT
 
*
 
FROM
 
T_USERS
 
WHERE
 
USR_NAME
 
=
''
OR
''
=
''
 
and
 
USR_PASSWORD
=
 
''
OR
''
=
''

```

Câu truy vấn này là hợp lệ và sẽ trả về tất cả các bản ghi của T_USERS và đoạn mã tiếp theo xử lý người dùng đăng nhập bất hợp pháp này như là người dùng đăng nhập hợp lệ.

### Dạng tấn công sử dụng câu lệnh SELECT
Dạng tấn công này phức tạp hơn. Để thực hiện được kiểu tấn công này, kẻ tấn công phải có khả năng hiểu và lợi dụng các sơ hở trong các thông báo lỗi từ hệ thống để dò tìm các điểm yếu khởi đầu cho việc tấn công. Ví dụ, trong các trang tìm kiếm. Các trang này cho phép người dùng nhập vào các thông tin tìm kiếm như Họ, Tên,... Đoạn mã thường gặp là:
```
    <%
    Dim vAuthorName, objRS, strSQL
    vAuthorName = Request("fAUTHOR_NAME")
    strSQL = "SELECT * FROM T_AUTHORS WHERE AUTHOR_NAME =' " & _ vAuthorName & " ' "
    Set objRS = Server.CreateObject("ADODB.Recordset")
    objRS.Open strSQL, "DSN=..."
    …
    Set objRS = Nothing %> 

```

Tương tự như trên, tin tặc có thể lợi dụng sơ hở trong câu truy vấn SQL để nhập vào trường tên tác giả bằng chuỗi giá trị:
```
' UNION SELECT ALL SELECT OtherField FROM OtherTable WHERE ' '=' (*)

```

Lúc này, ngoài câu truy vấn đầu không thành công, chương trình sẽ thực hiện thêm lệnh tiếp theo sau từ khóa UNION nữa. Giả sử đoạn mã nhập vào là:
```
' DROP TABLE T_AUTHORS --

```

Câu truy vấn sẽ thực hiện việc xóa bảng.

### Dạng tấn công sử dụng câu lệnh INSERT
Thông thường các ứng dụng web cho phép người dùng đăng ký một tài khoản để tham gia. Chức năng không thể thiếu là sau khi đăng ký thành công, người dùng có thể xem và hiệu chỉnh thông tin của mình. SQL injection có thể được dùng khi hệ thống không kiểm tra tính hợp lệ của thông tin nhập vào. Ví dụ, một câu lệnh INSERT có thể có cú pháp dạng như là:
```
    INSERT INTO TableName VALUES('Value One', 'Value Two', 'Value Three')

```

Nếu đoạn mã xây dựng câu lệnh SQL có dạng:
```
<%
    strSQL = "INSERT INTO TableName VALUES(' " & strValueOne & " ', ' " _ & strValueTwo & " ', ' " & strValueThree & " ') "
    Set objRS = Server.CreateObject("ADODB.Recordset")
    objRS.Open strSQL, "DSN=..."
    …
    Set objRS = Nothing %> 

```

Thì chắc chắn sẽ bị lỗi SQL injection, bởi vì nếu ta nhập vào trường thứ nhất ví dụ như:
```
    ' + (SELECT TOP 1 FieldName FROM TableName) + '

```

Lúc này câu truy vấn sẽ là:
```
    INSERT INTO TableName VALUES(' ' + (SELECT TOP 1 FieldName FROM TableName) + ' ', 'abc', 'def')
```

Khi đó, lúc thực hiện lệnh xem thông tin, xem như bạn đã yêu cầu thực hiện thêm một lệnh nữa đó là:
```
    SELECT TOP 1 FieldName FROM TableName 
```

### Dạng tấn công sử dụng stored-procedures
Việc tấn công bằng stored-procedures sẽ gây tác hại rất lớn nếu ứng dụng được thực thi với quyền quản trị hệ thống 'sa'. Ví dụ, nếu ta thay đoạn mã tiêm vào dạng: '; EXEC xp_cmdshell 'cmdd.exe dir C: '. Lúc này hệ thống sẽ thực hiện lệnh liệt kê thư mục trên ổ đĩa C:\ cài đặt server. Việc phá hoại kiểu nào tuỳ thuộc vào câu lệnh đằng sau cmd.exe.